# Werelderfgoed in Andorra
Tot het UNESCO werelderfgoed in Andorra behoort één werelderfgoed. Deze werd in 2004 ingeschreven.

## Werelderfgoederen

### Actuele Werelderfgoederen
Deze lijst toont de werelderfgoederen in Andorra in chronologische volgorde (C – Cultuurerfgoed; N – Natuurerfgoed).
| Naam                         | Jaar | Soort | Beschrijving         | Afbeelding |
| ---------------------------- | ---- | ----- | -------------------- | ---------- |
| Madriu-Claror-Perafitavallei | 2004 | C     | (uitgebreid in 2006) |            |

### Als Werelderfgoed genomineerde objecten
Op de voorlopige lijst van de UNESCO worden objecten ingeschreven die naar het inzicht van de betreffende regering potentieel voor de erkenning als werelderfgoed in aanmerking komen. Dit zegt niets over een eventuele daadwerkelijke succesvolle inschrijving op de lijst. Tegenwoordig (2019) zijn op de voorlopige lijst twee objecten uit Andorra ingeschreven.
| Naam                                 | Jaar | Soort | Beschrijving | Afbeelding |
| ------------------------------------ | ---- | ----- | ------------ | ---------- |
| Historisch ensemble van Santa Coloma | 1999 | C     |              |            |
| Romaanse kerken van Andorra          | 1999 | C     |              |            |

Madriu-Claror-Perafitavallei 